# Westend
Westend fue una banda austriaca activa durante los años 1980s. Fue mayormente conocida por su participación en el Festival de la Canción de Eurovisión 1983 con la canción "Hurricane". La banda estuvo integrada por Gary Lux, Hans Christian Wagner, Bernhard Rabitsch, Peter Vieweger y Patricia Tandien. En el festival, alcanzaron el 9° lugar con 53 puntos.

## Eurovisión 1983
El grupo se formó en 1983 para participar en la selección para representar a Austria en el Festival de Eurovisión 1983, con la canción "Hurricane" que finalizó en el 9° lugar con 53 puntos.

## Después de Eurovisión
Se lanzó una versión en inglés de la canción y alcanzó el puesto #8 en las listas de sencillos de Austria. Luego del poco éxito comercial, el grupo se separó.

## Discografía
Sencillos
- "Hurricane" (1983) #8 Austria[2]